# Boville Ernica
Boville Ernica és un comune (municipi) de la província de Frosinone, a la regió italiana del Laci. Es troba sobre el cim d'un turó escarpat que comanda les valls dels rius Liri, Cosa i Sacco.
Boville Ernica limita amb els municipis de Monte San Giovanni Campano, Ripi, Strangolagalli, Torrice i Veroli.
A 1 de gener de 2019 tenia 8.526 habitants.

## Història
La història de la ciutat es remunta a l'època pre-romana, amb testimonis de nombroses troballes arqueològiques i prehistòriques (muralla pelàsgica). El seu nom primordial, "Bauco", recorda l'antic culte agrícola del déu Bove, símbol de la fertilitat. A la zona arqueològica del Monte Fico, on antigament s'alçava un temple dedicat a aquesta divinitat, han aparegut estatuetes votives amb bous.
Boville Ernica estava situada a les planes per sota de la seva ubicació actual, però després de les invasions sarraïnes i magiars (segles IX-X), la seva població es va traslladar als nivells més alts del Monte Fico, on l'antic centre es va transformar en una de les ciutats més fortificades de la regió.

## Llocs d'interès
A més de les muralles dels pelasgs, els llocs d'interès inclouen el castell i les seves muralles medievals amb fins a 18 torres i torretes (alternant formes rodones i quadrades), totes en peu.
Boville també acull molts palaus i esglésies renaixentistes. Entre ells es troba l'església de San Pietro Ispano, erigida al segle xii sobre la gruta en la qual va viure molts anys el patró. L'església encara conserva un sarcòfag primerenc cristià, dos reliquiaris, una capella que pertanyia a la família noble dels Simoncelli, un baix relleu de Sansovino i un mosaic atribuït a Giotto.